# Квальо, Доменико
Йоганн Доменикус Квальо, Доменико Квальо Второй (нем. Johann Dominicus Quaglio, Domenico Quaglio II; 1 января 1787, Мюнхен — 9 апреля 1837, Хоэншвангау близ Фюссена) — немецкий художник итальянского происхождения: архитектор, живописец, театральный декоратор, литограф и гравёр. Представитель большой семьи художников-декораторов из Ломбардии.

## Жизнь и творчество
Доменико был вторым сыном Джузеппе Квальо (1747—1828) в семье из одиннадцати детей, членом потомственных художников родом из селения Лаино, расположенного между озером Комо и озером Лугано (Ломбардия). Его отец в 1771 году уехал в Германию, поступил на службу ко двору курфюрста Карла Теодора Баварского, работал в оперном театре в Мангейме. В 1778 году переехал в Мюнхен, где и родился Доменико.
Доменико Квальо учился рисованию и перспективной живописи у отца, гравюре и литографии обучался в Мюнхенской академии изобразительных искусств у Карла Эрнста Кристофа Хесса и Йоганна Михаэля Меттенлайтера. Его друзьями ещё со студенческих времён остались Петер фон Гесс и Людвиг Эмиль Гримм.
С 1803 года Доменико служил художником-декоратором в придворном театре Мюнхена, а в 1808—1814 годах — придворным художником по архитектурным и сценическим декорациям.
В качестве живописца Доменико Квальо получил известность как мастер романтической ведуты, в частности видов Мюнхена и окрестностей. Квальо много путешествовал по Германии, по Рейну, Нидерландам, Франции, Италии и Швейцарии. Путешествия послужили источником для многих живописных работ, на которых художник изображал средневековые церкви, дворцы, замки, руины, ратуши. Одним из первых Квальо использовал новую технику литографии. После 1819 года Квальо много внимания уделял масляной живописи и декоративным квадратурам — декоративной росписи интерьеров с эффектом продолжения архитектуры в воображаемом пространстве.
Особое внимание в соответствии с эстетикой романтической эпохи Доменико Квальо уделял изучению готической архитектуры. Благодаря работам Квальо известно, как выглядели в давние времена наиболее известные готические соборы: в Регенсбурге, Кёльне, Страсбурге, Фрайбурге, Ульме, Реймсе, Руане, Орвието. В своих рисунках, акварелях и литографиях Квальо запечатлел многие готические строения и средневековые города. Отдельный цикл изображений посвящён зданиям, площадям и улицам Мюнхена до его капитальной перестройки, предпринятой баварским королём Людвигом I.
Многие произведения Квальо в жанре ведуты можно рассматривать как историко-архитектурные документы. Несмотря на свой документальный характер картины Квальо, как и ведуты Бернардо Беллотто или Каналетто, отличаются документальной точностью деталей и живописностью за счёт удачного выбора ракурсов и разнообразной игры светa и тени. Квальо даже называли за его мастерство «северным Каналетто». Квальо получил звание придворного художника при баварском дворе, а позднее стал членом Мюнхенской и Берлинской академий искусств; среди его учеников был, в частности, Август Бромейс.
В 1823 году вместе с Петером фон Гессом, Фридрихом фон Гертнером и Йозефом Карлом Штилером Квальо основал в Мюнхене первый в Германии «Художественный союз» (Münchner Kunstverein).
В 1832 году кронпринц Баварии Максимилиан II поручил Квальо восстановление и оформление замка Хоэншвангау. По его проектам к 1837 году руины средневековой крепости превратились в живописный замок в неоготическом стиле. Общее руководство строительством было поручено именно Квальо, а не архитектору Фридриху Цибланду, приданному Квальо в помощники. Не имевший опыта руководства большим строительством Квальо полностью погрузился в работу, но, отдав этому делу все свои силы, преждевременно скончался в возрасте пятидесяти лет практически на строительной площадке. Предусмотренная Квальо роспись интерьеров замка была выполнена после его смерти Морицем фон Швиндом.

## Галерея
- Вид Франкфурта-на-Майне. 1831. Холст, масло. Штеделевский художественный институт, Франкфурт-на-Майне
- Собор в Реймсе. Холст, масло. Музей изобразительных искусств, Лейпциг
- Замок Мальборк в Померании. 1834. Раскрашенный офорт
- Вид на Фрибург, Швейцария. 1826. Холст, масло. Земельный музей Баден-Вюртемберга, Гейдельберг
- Пейзаж с церковью. Ок. 1830. Холст, масло. Национальный музей, Вроцлав
- Королевская резиденция в Мюнхене. 1827. Холст, масло. Новая пинакотека, Мюнхен
- Резиденцштрассе перед Макс-Йозеф-Плац в 1826 году в Мюнхене. 1826. Холст, масло. Новая пинакотека, Мюнхен
- Рынок Старого города в Брауншвейге. 1834. Холст, масло. Городской музей, Брауншвейг

## Публикации
Доменико Квальо издал несколько альбомов своих гравюр:
- Sammlung merkwürdiger Gebäude des Mittelalters in Deutschland. Velten, Karlsruhe 1810 (2 Bde.)
- Ansichten merkwürdiger Gebäude in München. Hirmer, München 1811 (2 Bde.)
- Denkmäler der Baukunst des Mittelalters in Bayern. Hirmer, München 1816